# 広島市立大学の人物一覧
広島市立大学の人物一覧は広島市立大学に関係する人物の一覧記事。

## 教員
- 明石康（国際公務員） - 広島平和研究所初代所長
- 浅井基文（外交官） - 広島平和研究所第3代所長
- 大野喜久之輔（経済学者） - 名誉教授
- 吉川元（国際政治学者） - 広島平和研究所第4代所長
- 佐藤哲夫（国際法学者）- 広島平和研究所教授
- 関村誠（美学者） - 名誉教授
- 永井均（歴史学者）- 広島平和研究所教授
- 直野章子（社会学者） - 広島平和研究所教授
- 友枝啓泰（文化人類学者） - 名誉教授
- 西田俊英（日本画家） - 名誉教授
- 大歳克衛（洋画家） - 名誉教授
- 塚田健一（音楽学者） - 名誉教授
- 大東和武司（愛媛大学法文学部卒、近畿大学大学院商学研究科修了）

## OB・OG

### 芸術
- 中道裕大（漫画家）
- 神酒大亮（映画監督）
- 岩崎貴宏（現代美術家）
- 野村拓也（美術家）
- 黒田大スケ（芸術家）
- 今井みはる（ギャラリスト、アートコーディネーター）
- 片島蘭（染色家）
- 手嶋勇気（画家）

### 文化・芸能
- 生越千晴（女優）
- 渋川難波（プロ雀士）

### 研究者・学者
- 香取薫 (情報学者)

### マスコミ
- 若林麻衣子（福岡放送アナウンサー）
- 松井美幸（テレビ信州アナウンサー）

### 社会企業家
- 平尾順平（特定非営利活動法人ひろしまジン大学）